# 1958 у Миколаєві
| Роки в Миколаєві ← • 1901 • 1902 • 1903 • 1904 • 1905 • 1906 • 1907 • 1908 • 1909 • 1910 • 1911 • 1912 • 1913 • 1914 • 1915 • 1916 • 1917 • 1918 • 1919 • 1920 • 1921 • 1922 • 1923 • 1924 • 1925 • 1926 • 1927 • 1928 • 1929 • 1930 • 1931 • 1932 • 1933 • 1934 • 1935 • 1936 • 1937 • 1938 • 1939 • 1940 • 1941 • 1942 • 1943 • 1944 • 1945 • 1946 • 1947 • 1948 • 1949 • 1950 • 1951 • 1952 • 1953 • 1954 • 1955 • 1956 • 1957 • 1958 • 1959 • 1960 • 1961 • 1962 • 1963 • 1964 • 1965 • 1966 • 1967 • 1968 • 1969 • 1970 • 1971 • 1972 • 1973 • 1974 • 1975 • 1976 • 1977 • 1978 • 1979 • 1980 • 1981 • 1982 • 1983 • 1984 • 1985 • 1986 • 1987 • 1988 • 1989 • 1990 • 1991 • 1992 • 1993 • 1994 • 1995 • 1996 • 1997 • 1998 • 1999 • 2000 • → |

1958 у Миколаєві — список важливих подій, що відбулись у 1958 році в Миколаєві. Також подано перелік відомих осіб, пов'язаних з містом, що народились або померли цього року, отримали почесні звання від міста.

## Події

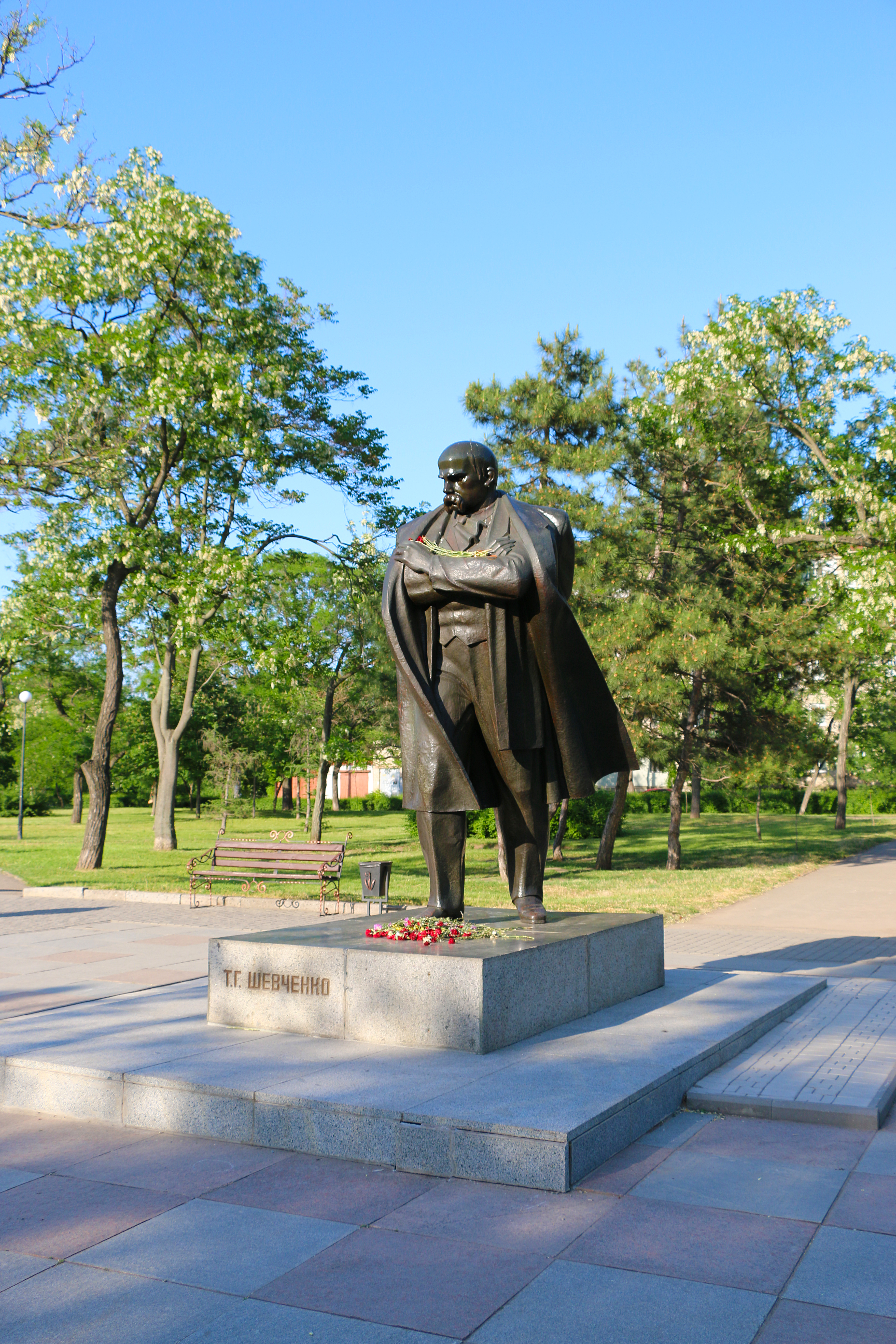
Пам'ятник Тарасові Шевченку

- На розі вулиць Нікольскої і Макарова, в центрі однойменного скверу встановлений пам'ятник Тарасові Шевченку. Автор — скульптор І. Диба.
- Із вводом у дію Інгулецького водогону перестала використовуватись Шуховська вежа[1].
- Почалася забудова Боглявленського проспекту (в той час Жовтневого проспекту), що з'єднав Інгульський район (на той час Ленінський) міста з Корабельним (Жовтневе)[2].

## Особи

### Очільники
- Голова виконавчого комітету Миколаївської міської ради — Михайло Штефан.
- 1-й секретар Миколаївського міського комітету КПУ — Костянтин Каранда.

### Народились
- Гарасюта Роман Федорович (3 серпня 1958, Москва) — український живописець; член Спілки художників України. Мешкав у Миколаєві в будинку на вулиці Адміральській, № 21.
- Губська Тетяна Миколаївна (нар. 22 серпня 1958, Миколаїв) — українська некрополістка, історикиня, науковиця, авторка, спеціалістка в області церковного краєзнавства і дослідниця Миколаївського некрополя.
- Маринцов Борис Вікторович (нар. 21 лютого 1958, Кадіївка, Луганська область — пом. 28 грудня 2021) — радянський футболіст, який грав на позиції захисника та півзахисника, та український футзаліст. У складі клубу «Суднобудівник» провів 163 матчі, забив 9 голів.
- Машнін Валерій Олексійович (нар. 3 липня 1958, Вилкове, Кілійський район, Одеська область) — радянський та український футболіст, нападник та півзахисник. Виступав у вищій лізі СРСР за одеський «Чорноморець», у вищій лізі України за миколаївський «Суднобудівник»/«Евіс». Всього за миколаївську команду провів в різних лігах чемпіонату СРСР і України 335 матчів, забив 61 гол.
- Панько Олена Олексіївна (нар., 25 березня 1958, Миколаїв) — українська науковиця, астроном. Доктор фізико-математичних наук, професор.
- Рижков Сергій Сергійович (нар. 22 червня 1958, Миколаїв — пом. 1 листопада 2017, Миколаїв) — професор, академік Академії наук вищої школи України, директор науково-дослідного інституту проблем екології та енергозбереження, завідувач кафедри екології та ректор Національного університету кораблебудування імені адмірала Макарова.
- Шевченко Сергій Васильович (нар. 4 березня 1958, Херсон) — український футбольний тренер, колишній радянський футболіст, який грав на позиції півзахисника. У складі клубу «Суднобудівник» провів 148 матчів, забив 16 голів. З 2021 — головний тренер МФК «Миколаїв».

### Померли
- Кровопусков Костянтин Романович (18 (30) травня 1881, Миколаїв — 21 січня 1958, Париж, Франція) — соціолог, економіст, громадський діяч.